# トマシ・コヴァルスキ
トマシ・コヴァルスキ（Tomasz Kowalski　1988年2月8日- ）はポーランドの柔道選手。階級は66kg級。

## 人物
2006年の世界ジュニア66kg級で3位になった。2007年にはヨーロッパジュニアで優勝すると、嘉納杯でも優勝を飾った。2008年の北京オリンピックには出場できなかった。一方で、U23ヨーロッパ選手権で優勝するが、嘉納杯では3位だった。2009年のヨーロッパ選手権では2位となった。2011年にはグランドスラム・モスクワで2位になると、ミリタリーワールドゲームズでは優勝した。しかし、2012年のロンドンオリンピックには出場できなかった。

## 主な戦績
- 2003年 - ヨーロッパユースオリンピックフェスティバル　3位(50kg級)
- 2003年 - ヨーロッパカデ　3位(50kg級)
- 2004年 - ヨーロッパカデ　3位(55kg級)
- 2006年 - 世界ジュニア　3位
- 2007年 - ヨーロッパジュニア　優勝
- 2007年 - 嘉納杯　優勝
- 2008年 - オランダ国際　優勝
- 2008年 - U23ヨーロッパ選手権　優勝
- 2008年 - 嘉納杯　3位
- 2009年 - ヨーロッパ選手権　2位
- 2010年 - U23ヨーロッパ選手権　3位
- 2011年 - グランドスラム・モスクワ　2位
- 2011年 - ミリタリーワールドゲームズ　優勝
- 2011年 - グランプリ・青島　2位
- 2012年 - ワールドマスターズ　5位

(出典)。